# アレース
アレースもしくはアーレース（古希: ΑΡΗΣ〈Ἄρης〉、古代ギリシア語ラテン翻字: Árēs）は、ギリシア神話に登場する神で、戦を司る。ゼウスとヘーラーの息子。オリュンポス十二神の一柱。アイオリス方言ではアレウスもしくはアーレウス（古希: Ἄρευς、古代ギリシア語ラテン翻字: Áreus）とも。日本語では長母音を省略してアレスとも呼ばれる。ローマ神話のマールスと同一視され、火星とも結びつけられた。
聖鳥は雄鶏。
本来は戦闘時の狂乱を神格化したもので、恩恵をもたらす神というより荒ぶる神として畏怖された。戦争における栄誉や計略を表すアテーナーに対して、戦場での狂乱と破壊の側面を表す。

## 概要
戦いの神でありながら人間であるディオメーデースに敗北したほか（アテーナーがディオメーデースの支援をしていたが）、英雄ヘーラクレースからは半死半生の目に遭わされている。また、巨人の兄弟アローアダイ（オートスとエピアルテース）により青銅の壺の中に13か月間幽閉されるなど、神話ではいいエピソードがない。これはアレースの好戦的な神格がギリシア人にとって不評だったこと、主にギリシアにとって蛮地であるトラーキアで崇拝されていたことによる。
基本的に神々の中では嫌われているが、愛人のアプロディーテーや従者と子供達、そして彼が引き起こした戦争が冥界の住人を増やすことから、冥界の王・ハーデースとは交友がある。
戦場では普段は徒歩だが、場合によっては黄金の額帯を付けた足の速い4頭の神馬に戦車を引かせ、青銅の鎧を着込んで両手に巨大な槍を持ち、戦場を駆け巡った。
トロイア戦争では、地面に倒れた際にその体は7エーカーもの土地を覆ったとされる。

## 係累
ヘーパイストスの妻であるアプロディーテーを恋人とし、ポボス（敗走）とデイモス（恐慌）の兄弟、娘ハルモニアー（調和）の父となった。エロースをアレースとアプロディーテーの子に加える説もあるが、これは元々関係のなかったアプロディーテーとエロースを関連付けるために作られたものである。他にも、アマゾーンをはじめとする多くの蛮族の父である。
また、エリスやエニューオーも彼の従者であり一般的には妹とされているが、姉や妻とされることも多く、また特にエニューオーは母や娘とされていることもある。

## 神話
ポセイドーンの息子の1人・ハリロティオスがアレースの娘アルキッペーを犯し、激怒したアレースはハリロティオスを撲殺した。ポセイドーンは激怒し、アレースを神々の裁判にかけることを主張し、それを認められた。こうしてアレースの丘で世界初の裁判が開かれることになった。アレースは情状酌量の余地があるとして無罪となり、これ以降重大事件の裁判がアレースの丘で行われるようになった。
コリントス王シーシュポスはゼウスの怒りを買い、死神タナトスによって冥界へ連行されようとしていたが、シーシュポスはタナトスを騙して監禁し、地上の人間が死ななくなったため、アレースは彼を救い出した。
怪物テューポーンがゼウスの王権を奪おうと攻撃し、神々は変身してエジプトへ逃げた時、アポローンは鷹に、ヘルメースはコウノトリに、アレースは魚に、アルテミスは猫に、ディオニューソスは山羊に、ヘーラクレースは子鹿に、ヘーパイストスは雄牛に、レートーはトガリネズミに変身した。
アレースとピュレーネー（またはペロピアー）の息子キュクノスをヘーラクレースが殺した際、アレースが息子の死を怒りヘーラクレースと闘おうとしたが、ゼウスはそれを良しとせず二人の間に雷を落とし闘いを止めた。
『ホメーロス風讃歌』「アレース讃歌（第8番）」では槍の使い手であり、黄金の兜と青銅の鎧と楯をまとい、火を吐く馬どもの戦車を操り天空を巡り（火星のこと）、オリュンポスや都市を護り、人間たちに光と武勇を与え、強い力でもって勝利と平和をもたらす神であり、掟の女神テミスの支援者であり、勝利の女神ニーケーの父であると歌われている。

## 命名
ローマ神話のマールスに相当し、また火星と同一視される。このため黄道上に位置し火星とよく似た赤い輝きを放つ天体であるさそり座のα星はアンタレースと呼ばれる。火星の衛星フォボスとダイモスはアレースの子の名から採られている。